# Cypern i olympiska sommarspelen 2000
Cypern deltog i de olympiska sommarspelen 2000 med en trupp bestående av 22 deltagare, 17 män och 5 kvinnor, men ingen av landets deltagare erövrade någon medalj.

## Friidrott
Herrarnas 100 meter
- Anninos Marcoullides
  1. Omgång 1 - 10.32
  2. Omgång 2 - 10.48 (gick inte vidare)

Herrarnas 200 meter
- Anninos Marcoullides
  1. Omgång 1 - 20.83
  2. Omgång 2 - 20.71 (gick inte vidare)

Herrarnas 400 meter
- Evripedes Demosthenous
  1. Omgång 1 - DNF (gick inte vidare)

Herrarnas 400 meter häck
- Costas Pochanis
  1. Omgång 1 - 51.20 (gick inte vidare)

Herrarnas 4 x 100 meter stafett
- Prodromos Katsantonis, Anninos Marcoullides, Anthimos Rotos, Yiannis Zisimides
  1. Omgång 1 - 39.75 (gick inte vidare)

Herrarnas 3 000 meter hinder
- Stathis Stasi
  1. Omgång 1 - DNF (gick inte vidare)

Herrarnas stavhopp
- Photis Stefani
  1. Kval - NM (gick inte vidare)

Herrarnas tiokamp
- Yeorgios Andreou
  1. 100 m - 10.97
  2. Längdhopp - 6.73
  3. Kulstötning - 14.24
  4. Höjdhopp - DNS

Damernas höjdhopp
- Agni Charalambous
  1. Kval - 1.80 (gick inte vidare)

## Segling
Mistral
- Demetris Lappas
  1. Lopp 1 - 28
  2. Lopp 2 - 16
  3. Lopp 3 - 20
  4. Lopp 4 - (32)
  5. Lopp 5 - 27
  6. Lopp 6 - (33)
  7. Lopp 7 - 31
  8. Lopp 8 - 29
  9. Lopp 9 - 30
  10. Lopp 10 - 19
  11. Lopp 11 - 13
  12. Final - 213 (30:e plats)

Laser
- Emilios Economides
  1. Lopp 1 - 39
  2. Lopp 2 - 39
  3. Lopp 3 - 17
  4. Lopp 4 - (40)
  5. Lopp 5 - 33
  6. Lopp 6 - (40)
  7. Lopp 7 - 34
  8. Lopp 8 - 37
  9. Lopp 9 - 34
  10. Lopp 10 - 33
  11. Lopp 11 - 39
  12. Final - 305 (40:e plats)